# Sławomir Ćwik
Sławomir Ćwik (ur. 21 stycznia 1972 w Zamościu) – polski przedsiębiorca, prawnik, polityk i samorządowiec, poseł na Sejm X kadencji (od 2023).

## Życiorys
Ukończył studia prawnicze na Wydziale Prawa i Administracji Uniwersytetu Marii Curie-Skłodowskiej w Lublinie. Odbył też podyplomowe studia podatkowe w Szkole Głównej Handlowej w Warszawie. Pracował jako prawnik i menedżer w spółkach prawa handlowego. Był pozaetatowym członkiem samorządowego kolegium odwoławczego. Zajął się też prowadzeniem własnej działalności gospodarczej w branży odnawialnych źródeł energii.
Działał w partii Nowoczesna. Kandydował z jej rekomendacji do Sejmu w 2015 oraz do Parlamentu Europejskiego w 2019. W wyborach samorządowych w 2018 uzyskał mandat radnego Zamościa. W tych samym wyborach bezskutecznie ubiegał się o urząd prezydenta tego miasta, zajmując trzecie miejsce z wynikiem 17,82% głosów.
Przystąpił później do Polski 2050 Szymona Hołowni. W wyborach parlamentarnych w 2023 został wybrany do Sejmu X kadencji z okręgu chełmskiego, kandydując z drugiego miejsca na liście koalicji Trzecia Droga i otrzymując 8004 głosy. W 2024 bezskutecznie startował w wyborach do Parlamentu Europejskiego jako lider listy Trzeciej Drogi w okręgu nr 8.

## Wyniki w wyborach ogólnopolskich
| Wybory | Komitet wyborczy                | Komitet wyborczy    | Organ                            | Okręg          | Wynik        |
| ------ | ------------------------------- | ------------------- | -------------------------------- | -------------- | ------------ |
| 2015   |                                 | Nowoczesna          | Sejm VIII kadencji               | nr 7           | 2313 (0,68%) |
| 2019   |                                 | Koalicja Europejska | Parlament Europejski IX kadencji | nr 8           | 1808 (0,24%) |
| 2023   |                                 | Trzecia Droga       | Sejm X kadencji                  | nr 7           | 8004 (1,75%) |
| 2024   | Parlament Europejski X kadencji | Trzecia Droga       | nr 8                             | 13 456 (2,17%) |              |